# 147

## Esdeveniments
- Pàrtia: Vologès IV, fill de Mitridates V de Pàrtia, que havia lluitat contra el monarca part governant Vologès III de Pàrtia dona un cop d'estat[1] marcant l'establiment d'una nova branca de la dinastia arsàcida al tron part.[2]

## Naixements
- Roma: Ànnia Lucil·la, emperadriu consort amb Luci Aureli Ver. (m. 183)

## Necrològiques
- Pàrtia: Vologès III, rei.